# Goldfish Memory
Pour plus de détails, voir Fiche technique et Distribution.
Goldfish Memory est un film irlandais réalisé par Elizabeth Gill, sorti en 2003.

## Distribution
- Sean Campion : Tom
- Flora Montgomery : Angie
- Stuart Graham (en) : Larry
- Jean Butler : Renee
- Keith McErlean : Red
- Fiona O'Shaughnessy : Clara
- Fiona Glascott : Isolde